# Aurora-asztrild
Az Aurora-asztrild (Pytilia phoenicoptera) a madarak osztályának a verébalakúak (Passeriformes) rendjébe, ezen belül a díszpintyfélék (Estrildidae) családjába tartozó faj.

## Előfordulása
Elsősorban Afrika északi részén fordul elő. Szenegál, Mali, Burkina Faso, Nigéria, Kamerun, Csád, Közép-afrikai Köztársaság, Dél-Szudán, Uganda, Kenya és Etiópia száraz sztyeppes, bokros területeinek lakója.

## Megjelenése
Testhossza 12 centiméter. A hím felül sötét hamuszürke, a vállak és a farcsík piros árnyalatú. A felső farokfedők és a farktollak kárminvörösek. A többi farktoll sötétbarna, vörös szegéllyel. A szárnyak és a szárnyfedő tollak szürkésbarnák, vörös szegéllyel. A fej szürke. A test alsó része szintén szürke tollakkal borított, egyre szélesedő fehér kereszthullámokkal. Az alsó farokfedők sötétszürkék, fehér sávokkal. A szem vörös, a csőr fekete vagy piros (lineata alfaj).
A tojón a hím szárnyának a vöröses színét és a szürke részt (különösen a test alsó részén) barnás szín helyettesíti. A fehér kereszthullámok már a toroknál elkezdődnek.

## Életmódja
Apró magvakat és rovarokat fogyaszt.

## Szaporodása
Fészekalja 4 tojásból áll, a fiókák 12 nap alatt kelnek ki. 20 napos koruk körül repülnek ki.